# Markus Mäder
Markus Mäder (* 15. September 1971) ist ein Höherer Stabsoffizier der Schweizer Armee (zuletzt Brigadier) und seit 2024 Staatssekretär.
Markus Mäder studierte an der Universität Zürich allgemeine Geschichte, Geographie sowie schweizerische Geschichte und Verfassungskunde. Von 1997 bis 2001 war Mäder Forschungsassistent der Forschungsstelle für Sicherheitspolitik der ETH Zürich (heute Center for Security Studies). Zwischen 2001 und 2003 war er für einen Forschungsaufenthalt am Centre for Defence Studies des King’s College London. 2003 promovierte er an der Universität Zürich und arbeitete danach bis 2007 als Sicherheitspolitischer Berater und Stellvertretender Chef  für Streitkräfte- und Rüstungsplanung in der Direktion für Sicherheitspolitik des eidgenössischen Departements für Verteidigung, Bevölkerungsschutz und Sport (VBS). Danach war er bis 2010 Stellvertretender Militärischer Repräsentant auf der Schweizer Mission bei der NATO in Brüssel und absolvierte anschliessend die Ausbildung zum Verteidigungsattaché. Als solcher wurde er danach in Pakistan, in Afghanistan und im Iran eingesetzt. 2015 und 2016 absolvierte er einen Master of Science in National Security Strategy von der National Defense University in Washington, D.C.
Ab August 2016 war er der Persönliche Mitarbeiter des Chefs Internationale Beziehungen Verteidigung und übernahm ab Dezember 2016 dieses Amt selber unter gleichzeitiger Beförderung zum Brigadier.

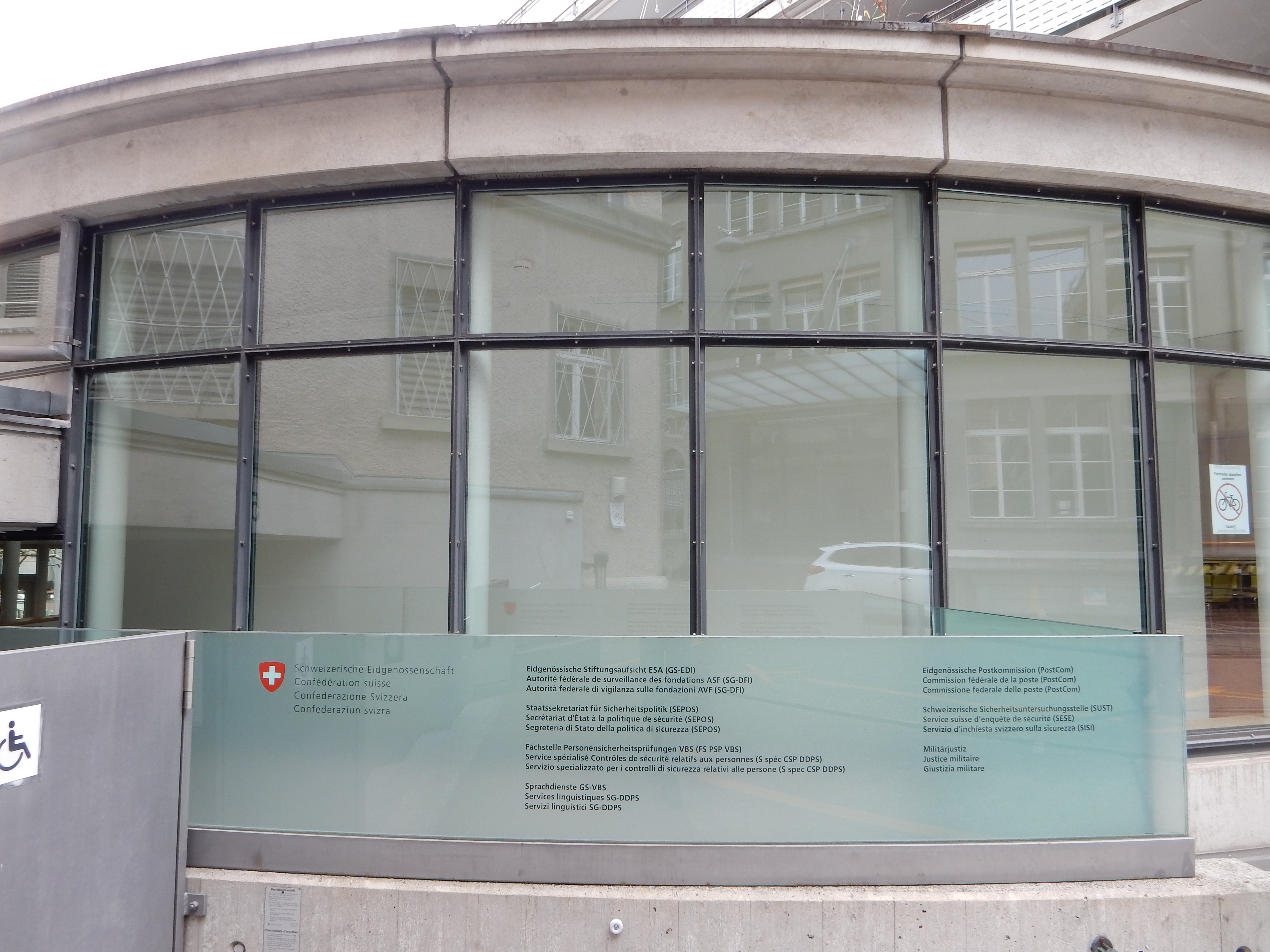
Eingang zum Staatssekretariat für Sicherheitspolitik in Bern

Seit 1. Januar 2024 leitet Mäder das Staatssekretariat für Sicherheitspolitik (SEPOS), eine neue Verwaltungseinheit im VBS.